# Simone Egeriis
Simone Egeriis Sahin (Slagelse, 28 gennaio 1992) è una cantante danese.

## Biografia
Simone ha fatto il suo debutto nel mondo dello spettacolo come cantante bambina nel 2004, a 12 anni, con la sua partecipazione al talent show Scenen er din trasmesso su TV 2. Ha cantato Come on Over Baby (All I Want Is You) di Christina Aguilera e Vindens farver, la versione in lingua danese di Colors of the Wind, la colonna sonora di Pocahontas.
Nel 2005 ha pubblicato il suo album di debutto Vindens farver su etichetta discografica CMC International. L'album, contenente le sue interpretazioni delle più famose canzoni della Disney, ha trascorso cinque settimane non consecutive alla vetta della classifica danese ed è stato il quinto album più venduto del 2005 a livello nazionale. È stato certificato triplo disco di platino per aver venduto oltre 120 000 copie.
Alla fine dello stesso anno è uscito l'album natalizio On a Night Like This, che in sole tre settimane ha venduto più di 40 000 copie in Danimarca, ottenendo un disco di platino. Il disco ha raggiunto il 2º posto nella classifica degli album.
Nel 2006 è uscito il terzo album della cantante, Dreams Do Come True, che è arrivato al 9º posto nella classifica danese e ha vinto un disco d'oro in quattro settimane con oltre 20 000 copie vendute. Il quarto album, Devoted to You, ha fatto il suo ingresso al 5º posto in classifica.
Nel corso degli anni 2010 Simone ha partecipato a Dansk Melodi Grand Prix, il processo di selezione danese per la ricerca del rappresentante nazionale per l'Eurovision Song Contest, in tre occasioni. Nell'edizione del 2010 ha conquistato un 3º posto congiunto con How Will I Know; il brano ha inoltre raggiunto la 17ª posizione della Track Top-40. A Dansk Melodi Grand Prix 2013 la cantante ha presentato Stay Awake, ad ora il suo singolo di maggior successo in classifica con un picco alla 12ª posizione, anche questa volta classificandosi terza. Nel 2016 è stata la volta di Heart Shaped Hole, che le ha regalato un terzo posto nella competizione.

## Discografia

### Album in studio
- 2005 – Vindens farver
- 2005 – On a Night Like This
- 2006 – Dreams Do Come True
- 2008 – Devoted to You

### Singoli
- 2005 – Vindens farver
- 2006 – That's When You Know
- 2006 – As If/Million Years
- 2007 – Summer Vacation
- 2008 – Hopelessly Devoted to You
- 2010 – How Will I Know
- 2013 – Stay Awake
- 2016 – Heart Shaped Hole